# Martha Graham
Martha Graham (n. 11 mai 1894, Pittsburgh, SUA – d. 1 aprilie 1991, New York City, SUA) a fost o dansatoare-coregrafă americană privită ca unul din pionierii dansului modern, a cărei influență asupra dansului poate fi comparată cu influența pe care a avut-o Stravinsky asupra muzicii, Picasso asupra artei , sau Frank Lloyd Wright în arhitectură. Graham a fost o interpretă de stimulare, o coregrafă de miscari uluitoare.
Ea a inventat un nou limbaj al miscărilor, și l-a folosit pentru a descoperi pasiunea, furia și extazul comune experienței umane. Ea a dansat și a făcut coregrafie timp de peste șaptezeci de ani, în acest timp a fost primul dansator care a dat un spectacol la Casa Albă , primul dansator care a călătorit în străinătate, ca ambasador cultural, precum și primul dansator care a primi cel mai mare premiu civil ale SUA: Medalia Prezițiala de Libertate.